# Enhypostasie
Enhypostasie ist ein Begriff aus der Reflexion der christologischen Fragestellung.
Das Wort stammt aus dem Griechischen und ist zusammengesetzt aus der Vorsilbe „en“ und „hypostasis“. Mit Hypostase werden in der christlichen Theologie die drei göttlichen Personen der Trinität in ihrer Besonderheit bezeichnet. 
Bei der Enhypostasielehre geht es um die nähere Verhältnisbestimmung von Hypostase und Natur in Jesus Christus auf der Basis der dogmatischen Festlegung des Konzils von Chalkedon (451), dass „die Hypostase des göttlichen Sohnes über zwei Naturen verfügt, eine göttliche und eine menschliche, die in der Hypostase geeint sind“.
In der neuchalkedonischen Auslegung des Konzils von Chalkedon verstanden Leontius von Jerusalem u. a. die Personeinheit Jesu Christi dergestalt, dass menschliche und göttliche Natur nicht je für sich (als Hypostase oder Person) existierten, sondern je in Relation zur einen Hypostase der Trinität, d. h. die menschliche Natur hat keinen Bestand ohne die göttliche (Anhypostasie). Die Hypostase des Logos hat danach bei der Menschwerdung die menschliche Natur aufgenommen. 
Zwar stand v. a. die protestantische Theologie des 19. Jahrhunderts (v. a. Friedrich Daniel Ernst Schleiermacher, Richard Rothe, Wilhelm Herrmann) dem Begriff skeptisch bis ablehnend gegenüber, jedoch findet er bis in die gegenwärtige dogmatische Diskussion hinein in veränderter Form Verwendung.